# Сесар (департамент)
Сеса́р (ісп. Cesar) — один з департаментів Колумбії, розташований на півночі країни в Карибському регіоні. На півночі межує з Гуахірою, на заході з  Магдаленою і Боліваром, на півдні з Сантандером, на південному сході з Норте-де-Сантандером і на сході з Венесуелою (зі штатом Сулія).
Адміністративний центр — місто Вальєдупар.